# Johan Fredrik Hörling

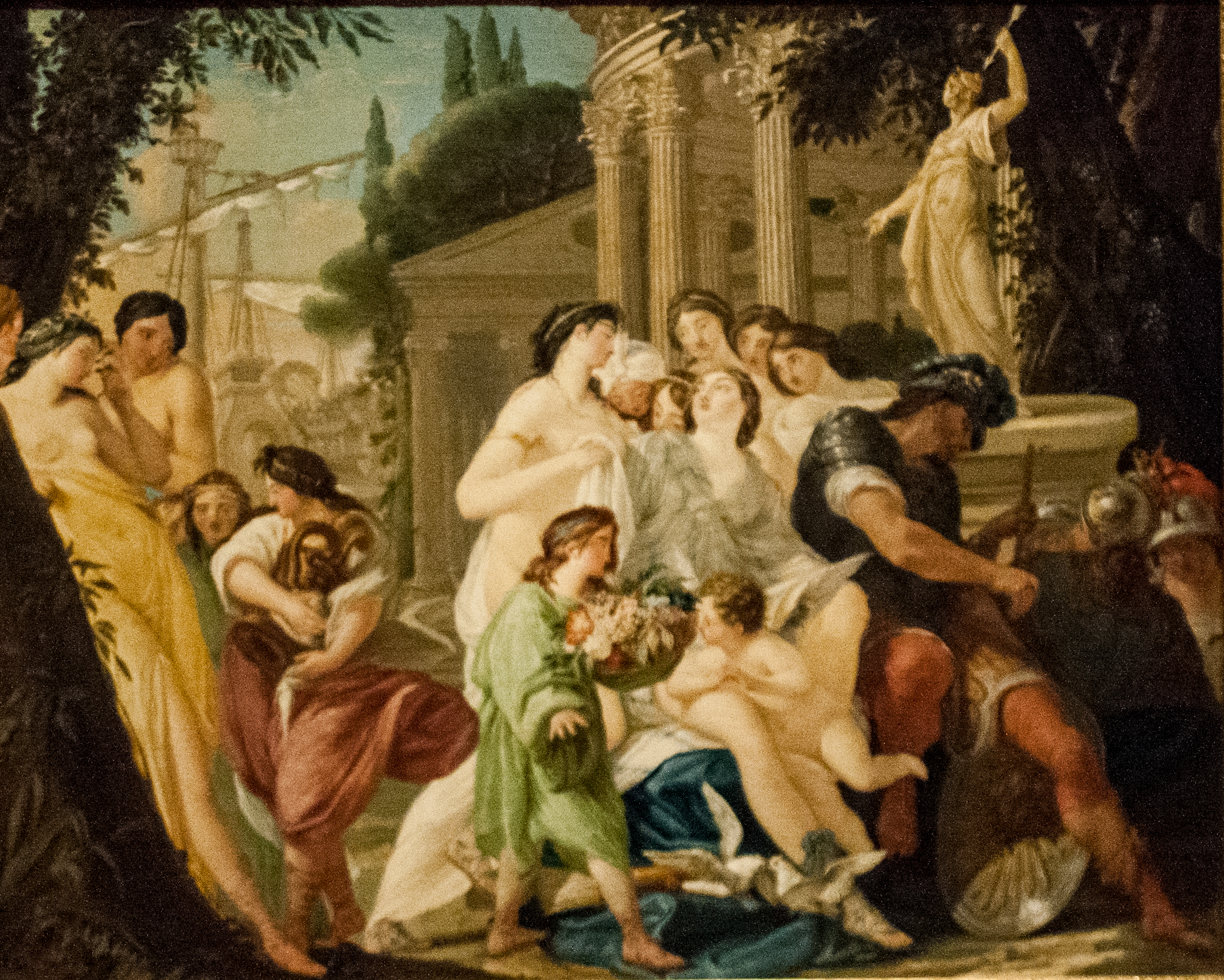
Antik scen, 1746

Johan Fredrik Hörling, född 1718, död 12 november 1786 i Stockholm, var en svensk historie- och porträttmålare.
Hörling blev styvson till kyrkoherden och författaren Johan Gustaf Hallman, samt fick en vårdad uppfostran. Sommaren 1740 företog han sin första konstresa (till Frankrike och Italien), och 1747-48 gjorde han den andra. Enligt egen uppgift var det i Rom han huvudsakligast studerade måleriet. Några ytterst få porträtt i olja och pastell är allt vad han i Sverige lämnat efter sig. De kännetecknas av ett kraftigt och bestämt målningssätt. I Palazzo Corsini i Rom ska det finnas eller funnits en större allegorisk komposition av hans hand, vilken målning framställde Senatorns av Rom, Nils Bielkes, mottagande av påven Clemens XII. Hörling fick titeln kunglig hovmålare och blev ledamot av målarakademin i Florens. Omkring slutet av 1750-talet råkade han i en "stark melankoli" vilken slutligen övergick i en allvarlig psykisk sjukdom. Handteckningar av honom förvaras i konstakademiens bibliotek och hos enskilda personer. Hör utförde även ett raderat porträtt av målaren Mandelberg. Hörling finns representerad vid bland annat Uppsala universitetsbibliotek och Nationalmuseum i Stockholm.